# 甘露機場

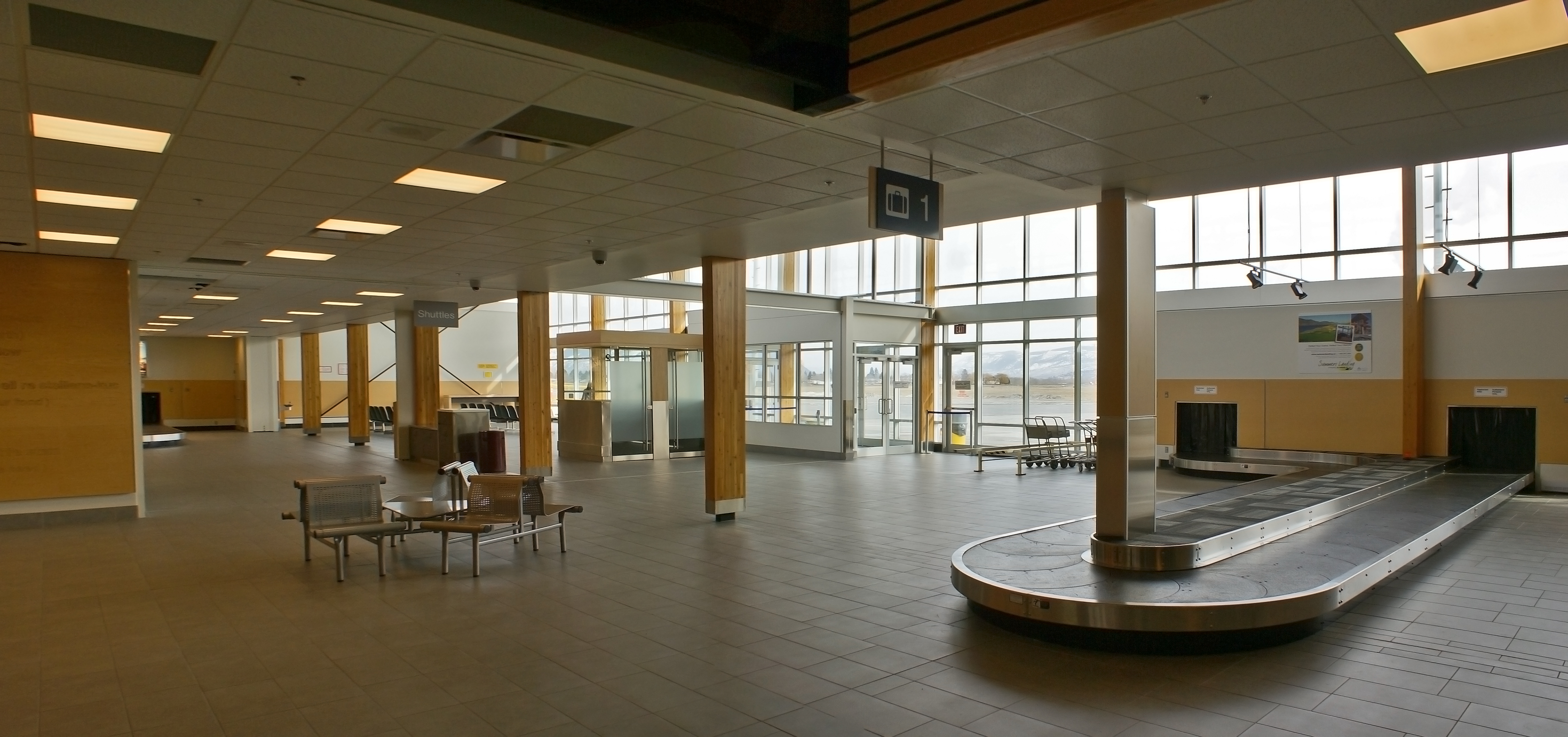
甘露機場的行李帶

甘露機場（英語：Kamloops Airport）位於加拿大英屬哥倫比亞省甘露市。
此為半國際機場，並設有加拿大邊檢設施和常駐人員，邊檢人員足夠應付15人或以下的航班。目前甘露機場提供前往溫哥華、卡加里和喬治皇子城的定期航班班。

## 擴建工程
甘露機場有限公司於2007年7月20日宣佈機場擴建計劃，現正進行環境及生態評估。計劃中的機場跑道將會伸延至8,000呎，並會安裝儀錶着陸系統(ILS)。

## 航空公司及航點
- 加拿大航空
  - 加拿大爵士航空（卡加里、溫哥華）
- 中部山區航空（喬治王子城）
- 西捷航空（卡加里）

## 外部連結
- 甘露機場 （页面存档备份，存于） （英文）